# Zeperiw (Lwiw)
Zeperiw (ukrainisch Цеперів; russisch Цеперов Zeperow, polnisch Ceperów) ist ein Dorf in der westukrainischen Oblast Lwiw mit etwa 1000 Einwohnern.
Am 12. Juni 2020 wurde das Dorf ein Teil der neu gegründeten Siedlungsgemeinde Nowyj Jarytschiw im Rajon Lwiw; bis dahin war das Dorf zusammen mit den Dörfern Kukesiw und Rudanzi (Руданці) ein Teil der Landratsgemeinde Staryj Jarytschiw (Старояричівська сільська рада/Starojarytschiwska silska rada) im Rajon Kamjanka-Buska.

## Geschichte

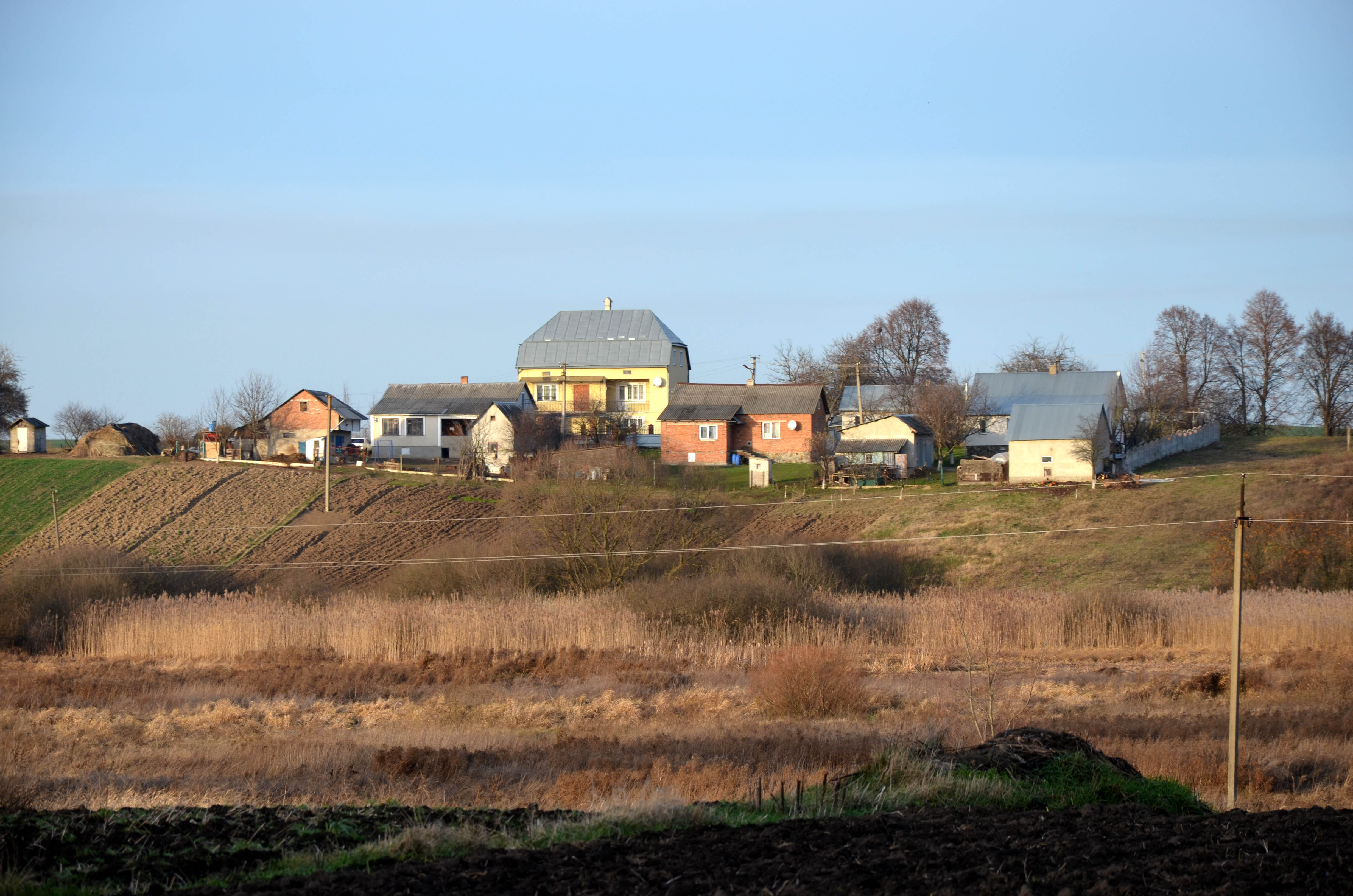
Blick auf das Dorf

Der Ort wurde im Jahr 1405 erstmals erwähnt. Aus dem Jahr 1441 stammt die Erwähnung von Seporow, zwei Jahre später als Czeperow benannt. Der besitzanzeigende Name ist von einem unbekannten Personennamen, vielleicht einem deutschen, oder durch Сепоръ<Себоръ<Себеборъ abgeleitet. Eine andere Erklärung verbindet ihn mit dem Dreschflegel (polnisch cep, ukrainisch Ціп).
Das Dorf gehörte zunächst zur Adelsrepublik Polen-Litauen, Woiwodschaft Ruthenien, Lemberger Land. Bei der Ersten Teilung Polens kam das Dorf 1772 zum neuen Königreich Galizien und Lodomerien des habsburgischen Kaiserreichs (ab 1804).
Im Jahr 1900 hatte die Gemeinde Ceperów 88 Häuser mit 455 Einwohnern, davon waren 447 ruthenischsprachig, 8 polnischsprachig, 416 waren griechisch-katholisch, 23 römisch-katholisch, 16 waren Juden.
Nach dem Ende des Polnisch-Ukrainischen Kriegs 1919 kam Zeperiw zu Polen. Im Jahr 1921 hatte die Gemeinde Ceperów 124 Häuser mit 611 Einwohnern, davon waren 311 Ruthenen, 297 Polen, 416 waren griechisch-katholisch, 193 römisch-katholisch, es gab 2 Juden (Religion und Nationalität).
Im Zweiten Weltkrieg gehörte es zuerst zur Sowjetunion und ab 1941 zum Generalgouvernement, ab 1945 wieder zur Sowjetunion, heute zur Ukraine. 